# Columbia (Maryland)
Columbia is een plaats (census-designated place) in de Amerikaanse staat Maryland, en valt bestuurlijk gezien onder Howard County.

## Demografie
Bij de volkstelling in 2000 werd het aantal inwoners vastgesteld op 88.254.

## Geografie
Volgens het United States Census Bureau beslaat de plaats een oppervlakte van
71,7 km², waarvan 71,4 km² land en 0,3 km² water.

## Plaatsen in de nabije omgeving
De onderstaande figuur toont nabijgelegen plaatsen in een straal van 12 km rond Columbia.

## Geboren
- Jayson Blair (1976), Amerikaans journalist
- Jack Douglass (1988), Amerikaans Youtuber
- Andrew Gemmell (1991), Amerikaans zwemmer